# Digital Video Express
DIVX är ett numera nerlagt system för filmdistribution i USA. Systemet använde speciella dvd-liknande skivor som bara fungerade att spela upp i specialgjorda DIVX-kompatibla dvd-spelare. Kunderna köpte skivorna och fick då titta på dem i 48 timmar.